# Jaromin
Jaromin – część miasta Trzebiatowa, położona we wschodnim obszarze miasta, ok. 0,5 km na zachód od Sekwanki.
Znajduje się tu gminny dom pomocy społecznej.
Jaromin znajduje się przy trasie linii Nadmorskiej Kolei Wąskotorowej Trzebiatów – Brojce – Gryfice (obecnie zawieszonej).

## Historia
Nazwę Jaromin wprowadzono urzędowo w 1948 roku, zastępując poprzednią niemiecką nazwę Heilanstalt. Około 0,4 km na południe od zabudowy Jaromina, za obecną granicą miasta znajdowała się leśniczówka Warcisław (niem. Grünhaus).
W 1959 roku powstała jednostka wojskowa nr 2211, która w odstępie czasu kilkakrotnie zmieniała swoją nazwę.
W 1960 roku przeniesiono 65 Pułk Artylerii Przeciwlotniczej z Brodnicy do Warcisławia. Osiedle Jaromin było miejscem zamieszkania oficerów i pracowników cywilnych Wojska Polskiego.
Do 2002 roku błędnie wpisywano miejsce zameldowania mieszkańców, traktując Jaromin jako osobną miejscowość mimo że znajdowała się w granicach miasta dużo wcześniej. Obszar Jaromina tworzył osobne sołectwo. Na terenie byłej jednostki wojskowej powstał dom pomocy społecznej (DPS).

## Samorząd
W 2006 roku zostało utworzone osiedle Jaromin, będące jednostką pomocniczą gminy Trzebiatów. Mieszkańcy wybierają 3-osobowy zarząd osiedla, na czele którego stoi jego przewodniczący.